# Lista de Patriarcas da Igreja do Oriente
O Patriarca da Igreja do Oriente, também conhecido como Patriarca da Babilônia, Patriarca do Oriente, Católico-Patriarca do Oriente ou Grande Metropolita do Oriente, é o patriarca ou líder e bispo principal (às vezes referido como Católico ou líder universal) da Igreja do Oriente. A posição data dos primeiros séculos do cristianismo no Império Sassânida, e a Igreja é conhecida por vários nomes, incluindo a Igreja do Oriente, Igreja Nestoriana, Igreja Persa, Igreja Sassânida ou Igreja Síria Oriental. Nos séc. XVI e XVII, a Igreja, agora restrita à sua pátria assíria original na Alta Mesopotâmia, experimentou uma série de divisões, resultando em uma série de patriarcas e linhagens concorrentes. Hoje, as três principais Igrejas que surgiram dessas divisões, Igreja Assíria do Oriente, Antiga Igreja do Oriente e a Igreja Católica Caldéia, têm cada uma seu próprio patriarca, Patriarca da Igreja Assíria do Oriente, Patriarca da Antiga Igreja do Oriente e Patriarca de Bagdá dos Caldeus, respectivamente.

## Patriarcas até o cisma de 1552

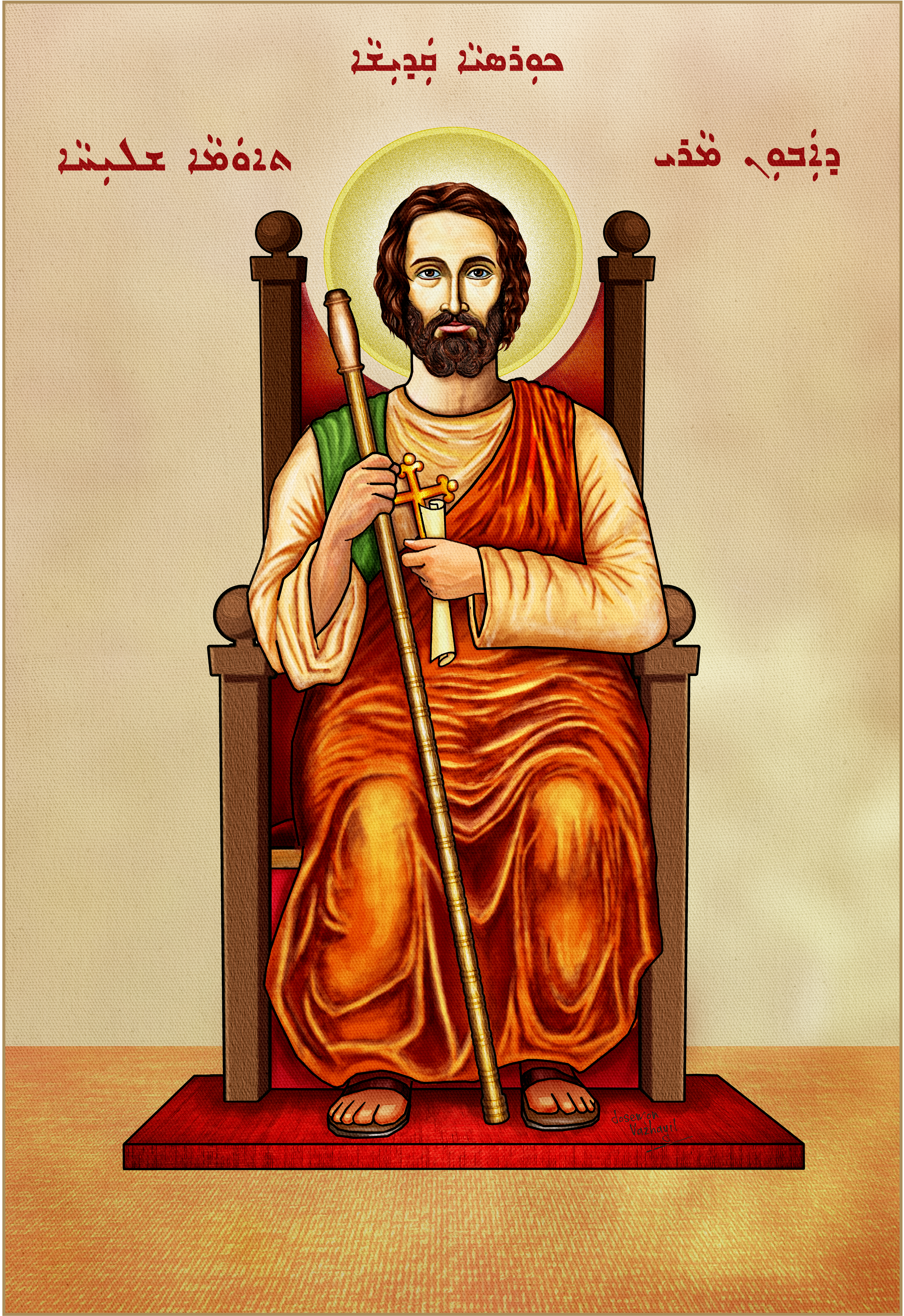
São Tomé, Apóstolo.

De acordo com a lenda da Igreja, o apostolado de Edessa (Caldéia) teria sido fundado por Shimun Keepa (São Pedro) (33–64), Thoma Shlikha (São Tomás), Tulmai (São Bartolomeu, o Apóstolo) e, claro, Mar Addai (São Tadeu) dos Setenta discípulos. São Tadeu foi martirizado c. 66.

### Bispos de Selêucia-Ctesifonte
- Mar Thoma Shliha (c. 34-50);
- Mar Addai Shliha (c. 50-66);[6]
- Mar Aggai (c.66–81) - Primeiro sucessor no apostolado de seu diretor espiritual, o apóstolo Mar Addai, um dos setenta discípulos. Ele, por sua vez, era o diretor espiritual de Mar Mari;
- Palut de Edessa (c. 81–87), renomeado Mar Mari (c. 87 – c. 121) - Segundo sucessor do apostolado de Mar Addai dos setenta discípulos.[7] Durante seus dias, um bispado foi formalmente estabelecido em Selêucia-Ctesifonte;
- Abris (Abres ou Ahrasius) (121–148) - Supostamente um parente de José.[7] Em 136, Judas Ciríaco transfere a Igreja de Jerusalém para Edessa.

- Abraão I de Kashker (148–171) - Supostamente um parente de Tiago, o Justo, filho de José;[7]
- Mar Jacó I (Iaʿqob I) ( c. 172–190) - Filho de seu predecessor Abraão e, portanto, parente de José;[7]
- Ebid M'shikha (191–203);
- Ahadabui (Ahha d'Aboui) (204–220) - Primeiro bispo do Oriente a obter o status de Católico. Ordenado em 231 em Jerusalém;[8]
- Shahaloopa de Kashker (Chalufa) (220–266).
  - Bar Aggai (267– c. 280).[9][8][10]

### Católicos de Selêucia-Ctesifonte
Por volta de 280, bispos visitantes consagraram Papa bar Aggai como bispo de Selêucia-Ctesifonte, estabelecendo assim a sucessão. Com ele, os chefes da Igreja receberam o título de Católico.
- Papa bar Aggai (c. 280–316, morreu em 336);
- Shemʿon bar Sabbaʿe (Simão de Barsaba) (coadjutor 317–336, Católico de 337–341);
- Shahdost (Chalidoste) (341–343);[12]
- Barbaʿshmin (Barbashmin) (343–346). A sé apostólica de Edessa é completamente abandonada em 345 devido às perseguições contra a Igreja do Oriente.
- Tomarsa (Toumarsa) (346–370);
- Qaiioma (Qaioma) (371–399).

### Grandes Metropolitas de Selêucia-Ctesifonte
Isaque foi reconhecido como Grande Metropolita e Primaz da Igreja do Oriente no Sínodo de Selêucia-Ctesifonte em 410. Os atos deste sínodo foram posteriormente editados pelo patriarca José (552–567) para conceder-lhe o título de Católico também. Este título para o patriarca Isaque, de fato, só entrou em uso no final do séc. V.
- Isaque (399–410);
- Ahha (Ahhi) (410–414);
- Iahballaha I (Iab-Alaha I) (415–420);
- Maʿna (Maana) (420);
- Farbokht (Frabokht) (421).

### Católicos-Patriarcas de Selêucia-Ctesifonte
Com Dadisho, as divergências significativas sobre as datas dos Católicos nas fontes começam a convergir. Em 424, sob Mar Dadisho I, a Igreja do Oriente declarou-se independente de toda a Igreja do Ocidente (Pentarquia do Imperador Justiniano); depois disso, seus Católicos começaram a usar o título adicional de Patriarca. Durante seu reinado, o Concílio de Éfeso em 431 denunciou o Nestorianismo.
- Dadishoʿ (Dadishu I) 421–456);
- Babeu (Babowai ou Babwahi) (457–484);
- Barsauma (484–485) contestado por
  - Acácio (Acaque-Acace) (485–496/8).
- Babeu II (Babai) (497–503);
- Cila (503–523);
- Eliseu (524–537);
  - Narsai (524–537) - Intruso.
- Paulo (539);
- Aba I (540–552).

Em 544, o sínodo de Mar Aba I adotou as ordenações do Concílio de Calcedônia.
- José (552–556/567);
- Ezequiel (567–581);
- Ishoʿyahb I (582–595);
- Sabrishoʿ I (596–604);
- Gregório (605–609).
  - vago (609-628).
    - Babai, o Grande (coadjutor) 609–628; juntamente com Abba (coadjutor) 609-628.

A partir de 628, o Mafriano também passou a usar o título de Católico. Veja a Lista de Mafrianos para mais detalhes.
- Ishoʿyahb II (628–645);
- Maremmeh (646–649);
- Ishoʿyahb III (649–659);
- Jorge I (661–680);
- João I (680–683);
  - vago (683-685).
- Hnanishoʿ I (686–698);
  - João, o leproso ( 691–693 ) - Intruso.
  - vago (698-714).
- Sliba-zkha (714–728);
  - vago (728-731).
- Pethion (731–740);
- Aba II (741–751);
- Surin (753);
- Iaʿqob II (753–773);
- Hnanishoʿ II (773–780).

Em 775, a sé foi transferida de Selêucia-Ctesifonte para Bagdá, a capital recém-estabelecida dos califas abássidas.
- Timóteo I (780–823);
- Ishoʿ Bar Num (823–828);
- Jorge II (828–831);
- Sabrishoʿ II (831–835);
- Abraão II (837–850);
  - vago (850-853).
- Teodósio (853–858);
  - vago (858-860).
- Sérgio (860–872);
  - vago (872-877).
- Israel de Cascar (877) - Intruso;
- Enos (877–884);
- João II bar Narsai (884–891);
- João III (893–899);
- João IV Bar Abgar (900–905);
- Abraão III (906–937);
- Emanuel I (937–960);
- Israel (961);
- Abdisho I (963-986);
- Mari (987–999);
- João V (1000–1011);
- João VI bar Nazuque (1012–1016);
  - vago (1016-1020).
- Ishoʿiahb IV bar Ezequiel (1020–1025);
  - vago (1025-1028).
- Elias I (1028–1049);
- João VII bar Targal (1049–1057);
  - vago (1057-1064).
- Sabrishoʿ III (1064–1072);
- ʿAbdishoʿ II ibn al-ʿArid (1074–1090);
- Makkikha I (1092–1110);
- Elias II Bar Moqli (1111–1132);
- Bar Sawma (1134–1136);
  - vago (1136-1139).
- ʿAbdishoʿ III Bar Moqli (1139–1148);
- Ishoʿiahb V (1149–1176);
- Elias III (1176–1190);
- Iabolá II (1190–1222);
- Sabrisho IV Bar Qaiioma (1222–1224);
- Sabrishoʿ V ibn al-Masihi (1226–1256);
- Makkikha II (1257–1265);
- Denha I (1265–1281);
- Iahballaha III (1281–1317) - A cátedra patriarcal é transferida para Maragha;
- Timóteo II (1318– c. 1332);
  - vago (c. 1332–c. 1336).
- Denha II (1336/7–1381/2);
- Simão II (c. 1385 - c. 1405) (datas incertas);
- Elias IV (c. 1405 – c. 1425) (datas incertas);
- Simão III (c. 1425 – c. 1450) (existência incerta);
- Simão IV Basidi (c.1450 – 1497);
- Simão V (1497–1501);
- Elias V (1502-1503);
- Simão VI (1504–1538);
- Simão VII Ishoʿiahb (1539–1558).

## Linhas patriarcais do cisma de 1552 até 1830
Pelo cisma de 1552, a Igreja do Oriente foi dividida em muitos fragmentos, mas duas facções principais, das quais uma entrou em plena comunhão com a Igreja Católica Romana (Linhagem de Simão) e a outra permaneceu independente (Linhagem de Elias). Uma divisão na Linhagem Simão em 1681 resultou em uma terceira facção (Linhagem de José).
| 1. Linhagem de Elias                  | 2. Linhagem de Simão             |
| ------------------------------------- | -------------------------------- |
| Elias VI (VII) (1558-1591);           | Simão VIII Sulaqa (1553–1555);   |
| Elias VII (VIII) (1591-1617);         | Abdisho IV Maron (1555–1570);    |
| Elias VIII (IX) Simão (1617-1660)     | Simão Iahballaha IV (1570–1580); |
| Elias IX (X) João Marogin (1660-1700) | Simão IX Dinkha ( 1580–1600);    |
|                                       | Simão X Elias (1600–1638);       |
| Simão XI Eshuiow (1638–1656);         |                                  |
| Simão XII Ioalaha (1656–1662);        |                                  |
| Simão XIII Dinkha (1662-1692);        |                                  |

A Linhagem de Simão reintroduziu a sucessão hereditária em 1600, não reconhecida por Roma. Em 1692, a Linhagem de Simão rompeu formalmente a comunhão com a Igreja Católica Romana e mudou-se para Qochanis. Em 1681, a linhagem de José de Amid foi estabelecida, dividida da Linhagem de Elias.
| 1. Linhagem de Elias em Alqosh                           | 2. Linhagem de Simão em Qochanis       | 3. Linhagem de José em Amid                                       |
| -------------------------------------------------------- | -------------------------------------- | ----------------------------------------------------------------- |
| Elias X (XI) Marogin (1700–1722)                         | Simão XIII Dinkha (1692–1700);         | José I (1681–1696);                                               |
| Elias XI (XII) Denha (1722–1778)                         | Simão XIV Shlemon (1700–1740);         | José II Sliba Maruf (1696–1713);                                  |
| Elias XII (XIII) Ishoʿ iahb (1778–1804)                  | Simão XV Mikhaʿil Mukhtas (1740–1780); | José III Timóteo Maroge (1713–1757);                              |
| Em 1780, um grupo se separou da linhagem Elias e elegeu: | Simão XVI João (1780–1820);            | José IV Lázaro Hindi (1757–1780).                                 |
| João VIII Hormizd (1780–1838) - Sediado em Mosul.        | Simão XVII Abraão (1820–1861).         | José V Augustinho Hindi (1780-1827) - (Administrador patriarcal). |

A Linhagem de Elias (1) em Alqosh terminou em 1804, tendo perdido a maior parte dos seus seguidores para João VIII Hormizd, membro da mesma linhagem, que se tornou Católico e em 1828, após a morte do candidato rival e sobrinho do último patriarca reconhecido da linha de José em Amid (3), o administrador patriarcal de Amid, Augustinho Hindi, foi escolhido como patriarca Católico e, em 1830, reconhecido pelo Vaticano como Patriarca da Babilônia dos Caldeus e os patriarcados de Mosul e Amid foram unidos sob sua liderança. Este evento marcou o nascimento da ininterrupta linha patriarcal da Igreja Católica Caldeia. Mosul então se tornou a residência do chefe da Igreja Católica Caldeia até a transferência para Bagdá em meados do séc. XX. Para os patriarcas católicos caldeus subsequentes, consulte Lista de patriarcas católicos caldeus de Bagdá
A Linhagem de Simão (2) permaneceu a única linha que não estava em comunhão com a Igreja Católica Romana. Em 1976 adotou oficialmente o nome "Igreja Assíria do Oriente". Para patriarcas subsequentes nesta linhagem, veja Lista de patriarcas da Igreja Assíria do Oriente.

## Patriarcas a partir de 1830
Em 1830, o Papa Pio VIII uniu as linhagens de José e Elias para formar o Patriarcado Caldeu da Babilônia. Da linhagem de Simão vêm os patriarcas da Igreja Assíria do Oriente.

### Igreja Assíria do Oriente
- Simão XVIII Ruwil (1860/61-1903);
- Simão XIX Benjamin (1903-1918) - Em Salamas;
- Simão XX Paulo (1918-1920) - Em Mosul;
- Simão XXI Iszaj (1920-1975) - Em San Francisco.

### Igreja Católica Caldeia
Em 1975, com a morte de Simão XXI, expirou a linha hereditária de Simão. Patriarcas sucessivos são escolhidos por eleição. Anteriormente, em 1964, houve um cisma dentro da Igreja e a separação da Antiga Igreja do Oriente. Isso foi causado pela oposição à herança do trono patriarcal e às reformas do calendário.

### Igreja Assíria do Oriente
- Dinkha IV Khanania (1976-2015) - Em Chicago;
- Gewargis III Sliwa (2015-2021) - Em Erbil;
- Mar Awa III Royel  (2021).[18]

### Antiga Igreja do Oriente
- Thoma Darmo (1968-1969) - Em Bagdá;
- Addai II Jorge (1972-2022) - Em Bagdá;
- Jacó III Daniel (2022);[19]
- Gewargis III Younan (2022).[20]